# Bennington (Vermont)
Bennington ist eine Town im Bennington County des Bundesstaates Vermont in den Vereinigten Staaten mit 15.333 Einwohnern (laut Volkszählung von 2020). Bennington ist gemeinsam mit Manchester das Verwaltungszentrum (Shire Town) des Countys.

## Geographie

### Geografische Lage
Die Ortschaft liegt im Übergangsgebiet zwischen den Green Mountains im Norden und Osten und den Berkshire Mountains im Süden und wird vom Waloomsac River durchflossen. Die Hauptsiedlung Bennington liegt in einem Tal des Waloomsac und wird von ihm durchflossen; etwas nordwestlich liegt der zweite Siedlungskern North Bennington mit dem Bennington College, ebenfalls am Waloomsac. Die Gebiete östlich der Hauptsiedlung sind gebirgig und für landwirtschaftliche Nutzung wenig geeignet, nach Westen laufen die Höhen in die Ebene in Richtung Hudson River aus und die Fläche ist mit besser zu nutzenden Böden ausgestattet. Die höchste Erhebung ist der 715 m hohe Mount Anthony.

### Nachbargemeinden
Alle Entfernungen sind als Luftlinien zwischen den offiziellen Koordinaten der Orte aus der Volkszählung 2010 angegeben.
- Norden: Shaftsbury, 3,0 km
- Nordosten: Glastenbury, 15,6 km
- Osten: Woodford, 15,0 km
- Südosten: Stamford, 15,4 km
- Süden: Pownal, 3,2 km
- Südwesten: Petersburgh, New York, 13,2 km
- Westen: Hoosick, New York, 15,5 km
- Nordwesten: Cambridge, New York, 26,3 km

Hinweis: Stamford und Bennington besitzen keine gemeinsame Grenze, sind aber die in dieser Richtung nächstliegenden Gemeinden.

### Stadtgliederung
Auf dem Gebiet der Town befinden sich die zwei Villages North Bennington und Old Bennington. Ein weiterer Siedlungsbereich befindet sich Downtown an der Kreuzung der Main Street mit der South Street, dem U.S. Highway 7. Alle Kernbereiche der drei Siedlungsgebiete sind als Historic Districts im National Register of Historic Places gelistet und gehören zu den historisch bedeutenden Districts des Bundesstaates.

### Klima
|                       | Jan   | Feb  | Mär  | Apr  | Mai  | Jun   | Jul   | Aug   | Sep  | Okt  | Nov  | Dez  |   |         |
| Mittl. Tagesmax. (°C) | 0,7   | 1,5  | 6,6  | 13,7 | 19,4 | 23,9  | 26,3  | 25,4  | 21,3 | 14,8 | 8,6  | 2,1  | ⌀ | 13,7    |
| Mittl. Tagesmin. (°C) | −11,3 | −9,3 | −5,2 | 1,3  | 6,3  | 11,3  | 13,9  | 12,9  | 8,6  | 2,4  | −1,3 | −6,9 | ⌀ | 1,9     |
|                       |       |      |      |      |      |       |       |       |      |      |      |      |   |         |
| Niederschlag (mm)     | 71,1  | 55,9 | 81,3 | 83,8 | 94,0 | 104,1 | 109,2 | 101,6 | 91,4 | 94,0 | 78,7 | 71,1 | Σ | 1.036,2 |

| −11,3 |

| −9,3 |

| −5,2 |

| 1,3 |

| 6,3 |

| 11,3 |

| 13,9 |

| 12,9 |

| 8,6 |

| 2,4 |

| −1,3 |

| −6,9 |

| −11,3 |

| −9,3 |

| −5,2 |

| 1,3 |

| 6,3 |

| 11,3 |

| 13,9 |

| 12,9 |

| 8,6 |

| 2,4 |

| −1,3 |

| −6,9 |

Die mittlere Durchschnittstemperatur in Bennington liegt zwischen −6,1 °C (21 ° F) im Januar und 20,1 °C (68 °F) im Juli. Damit ist der Ort gegenüber dem langjährigen Mittel der USA um etwa 8 °C kühler, aber knapp 2 °C wärmer als im Vermonter Mittel. Die tägliche Sonnenscheindauer liegt am unteren Rand des Wertespektrums der USA.

## Geschichte

### Kolonialisierung
Das Gebiet des heutigen Vermont wurde bei der anfänglichen Kolonialisierung Amerikas von zwei Seiten aus besiedelt. Zum einen kamen Siedler von der Ostküste, die aus den „überfüllten“ Küstenbereichen Neuenglands nach Westen aussiedelten und dabei auf die Green Mountains stießen. Die Höhenzüge des Gebirges, das Kernland des späteren Vermont, wurden zunächst umgangen. Die Siedler machten die südlichen Randbereiche des Gebirges urbar und gründeten in Massachusetts neue Siedlungen. Im Westen stießen die Siedler der Briten über den Hudson River immer weiter nach Norden vor und besiedelten die fruchtbaren Ebenen zwischen den Green Mountains und den großen Seen. Von Norden stießen die Franzosen aus dem heutigen Kanada in den Bereich um den Lake Champlain vor.
Ein erster Aufruf zur Besiedlung wurde am 15. Juni 1739 durch die Kolonie New York vorgenommen: Wallum’s patent, auch Wallumsheik genannt, umfasste unter anderem einen Teil des späteren Gebiet Benningtons. New York sah sich als Besitzer des Landes an, weil bei ihrer Ausrufung die Flächen nördlich der Grenze zu Massachusetts bis zum Westufer des Connecticut River, also das heutige Vermont, eingeschlossen worden waren. Zu einer Erstbesiedlung der Flächen kam es aber vorerst nicht; die Situation in der Gegend war zu unsicher.
Am 3. Januar 1749 wurde die Fläche Benningtons von Benning Wentworth, dem Gouverneur der Kolonie New Hampshire, erneut zur Besiedlung ausgerufen und an 62 Interessenten verkauft. Wentworth interpretierte die Grenzziehung seiner Kolonie so, dass er zum Hudson River einen Abstand von 20 Meilen einzuhalten habe, so dass die Green Mountains zu seinem Gebiet gehörten. Da das Gebiet jenseits der Berge fruchtbar zu sein schien, rief er dort seinen ersten Grant aus: Bennington. Es umfasste ein 6-Meilen-Quadrat, 6 Meilen nördlich der Grenze zu Massachusetts, 20 Meilen östlich des Hudson River. Die Landkäufer, in erster Linie aus Portsmouth in New Hampshire, waren Spekulanten; unter den Namen der späteren Siedler findet sich keiner von ihnen. Das Land wurde noch im selben Sommer in ihrem Auftrag vermessen und aufgeteilt. Aufgrund der militärischen Unsicherheit im Siedlungsgebiet kam es aber auch hier vorerst zu keiner Besiedlung.
Erst nach dem britischen Sieg über die französischen Truppen in Kanada im Winter 1759/1760 festigte sich die Situation. Im Frühjahr 1761 begannen die ersten Siedler mit der Urbarmachung des Geländes. Der Grant lag weitab von allen Siedlungen; nur zwei kleine Forts – East Hoosic (etwa 2 km von North Adams, Massachusetts entfernt) und West Hoosic (auf dem Gebiet des heutigen Williamstown) – schützten die Siedler in ihrer unmittelbaren Nähe. Zudem gab es einige holländische Siedlerfamilien im Westen, entlang des Hoosic River, bis auf die Höhe des heutigen Pownal. Im Herbst 1761 bezogen weitere 30 bis 40 Familien aus Massachusetts (als Herkunftsorte sind namentlich Hardwick und Amherst überliefert) ihre Parzellen. Sie richteten sich dabei nach den Vermessungen auf der Grundlage des New Hampshire Grants. Aufgrund der weitgehend fehlenden Verbindungen zu bereits gefestigten Siedlungen – Straßen und Brücken mussten erst noch gebaut werden – blieben die Siedler weitgehend auf sich selbst gestellt.
Am 12. Januar 1762 kam es zur ersten Geburt in der neuen Siedlung, am 31. März 1762 zu einer ersten Stadtversammlung, bei der die Verwaltung der Ortschaft organisiert wurde. Im September desselben Jahres wurden im Osten der Town eine erste wasserkraftbetriebene Getreidemühle und ein Sägewerk, die „Safford Mills“, in Betrieb genommen – wichtige Grundlagen für die weitere Besiedlung.

### Bennington im Konflikt zwischen New Hampshire und New York
Zwischen den Kolonien New Hampshire und New York war es in der Zwischenzeit zu einem Streit über die Rechtmäßigkeit der Landverkäufe durch Wentworth gekommen, in dessen Verlauf Wentworth den englischen König George III. um eine Entscheidung gebeten hatte. Diese Entscheidung fiel am 26. Juli 1764 zugunsten New Yorks; die Westgrenze New Hampshires wurde am Ostufer des Connecticut River festgeschrieben. In der Folge erklärte New York die New-Hampshire-Patente der Siedler für ungültig, wenn sie nicht erneut an New York bezahlt würden, und verkaufte unbezahlte Grants an Neusiedler.
Bennington wurde zum Hauptort des Widerstandes. Größter Streitpunkt war der früher erfolgte, aber später genutzte Grant durch New York. Die Siedler bestritten die Rechtmäßigkeit der New Yorker Ansprüche rigoros; so sind zum Beispiel alle überlieferten Bekanntmachungen von Stadtversammlungen bis Dezember 1769 mit „Province of N.H“ überschrieben, danach bis zur Gründung der Vermont Republic mit „Town of Bennington“.
Um 1765 lebten etwa 1000 Siedler auf dem Gebiet Benningtons und die gleiche Zahl in den beiden angrenzenden Towns Pownal und Sheffield, die zwischenzeitlich gegründet worden waren. Zwischen 1765 und 1773 kam es mehrfach zu Versuchen New Yorker Siedler, auf bereits besiedelten Flächen eigene Rechte durchzusetzen. Dies wurde stets handgreiflich verhindert und steigerte die Aggressivität, mit der beide Seiten sich gegenüberstanden, erheblich. Verhaftungen durch den zuständigen Sheriff wurden von den New-Hampshire-Siedlern als Entführungen eingestuft. Im Juli 1770 gab das zuständige Gericht in Albany den Siedlern der Kolonie New York Recht und erklärte das „Alte Patent“ für wirksam. Daraufhin kam es zu bürgerkriegsähnlichen Unruhen; beide Seiten stellten paramilitärische Milizen auf. Die New Yorker Truppe war als „The Posse“ bekannt, die Miliz der Siedler als Green Mountain Boys. Beide Gruppen lieferten sich in Bennington und den angrenzenden Gebieten Kämpfe mit Toten und Verletzten, ohne dass eine Änderung der Grundsituation erreicht werden konnte.

### Unabhängigkeitskrieg, Vermont Republic und die Vereinigten Staaten
Das Aufdämmern des Unabhängigkeitskrieges nahm dem Konflikt viel von seiner Schärfe; die Soldaten und Milizen wurden anderweitig benötigt. Bennington wurde aufgrund seiner vorgeschobenen Lage zu einem Ausrüstungsstützpunkt der amerikanischen Armee. Dies war Anlass für den Vorstoß einer britischen Armee in die Umgebung von Bennington, die aber von einem amerikanischen Heer und mit Unterstützung der Green Mountain Boys am 16. August 1777 in der Schlacht von Bennington aufgehalten wurden. Zuvor waren die Truppen der Amerikaner hier bei Bennington zusammengezogen worden.
Nach dem Sieg der Amerikaner im Unabhängigkeitskrieg und der Gründung der Vermont Republic, die vom Bundesstaat New York nicht anerkannt wurde, richtete sich die Aktivität der Siedler wieder auf die Entwicklung ihrer Gebiete und der eigenen Verwaltung. Noch 1779 wurde Bennington zusammen mit Manchester zum Verwaltungssitz des neu entstandenen Bennington County. In Bennington entstanden das Gericht und das Gefängnis des Countys.
1791 wurde der Konflikt um die Macht in den Green Mountains schließlich zugunsten der Vermonter beigelegt und die Vermont Republic unter dem Namen Vermont als 14. Bundesstaat der Föderation angeschlossen.

### Es wird ruhig – die Entwicklung bis in die Gegenwart
Die Geschichte der Town Bennington entwickelte sich nach den ersten 30 Jahren erheblich ruhiger. Durch die Nutzung als Militärstützpunkt war Bennington automatisch das wichtigste Handels- und Ausbildungszentrum in weiter Umgebung, was wiederum zu einem raschen Anstieg seiner Bevölkerungszahl führte.
Im Jahr 1854 wurde die Stadt durch die Bahnstrecke North Bennington–Chatham an das Bahnsystem zwischen der Ostküste mit seinem Ballungsraum Boston und das weite Land rund um die Großen Seen angeschlossen. Dies führte erneut zu einem Anstieg der Vielfalt an Händlern durch die starke Erweiterung des Marktes. Im Gegensatz zu vielen kleineren, rein landwirtschaftlich ausgerichteten Ortschaften Vermonts kam es aber weder zu einer Abwanderungsbewegung in die größeren Ballungsräume New York und Boston noch zu einer Abwanderung in die neuen, landwirtschaftlich vielversprechenden Neusiedlungen im Westen.
Der Amerikanische Bürgerkrieg berührte die Ländereien Vermonts nicht durch Schlachten und Gefechte; allerdings wurden auch hier Soldaten rekrutiert. Vor der Mobilmachung von 1863 verpflichteten sich viele Bürger Benningtons zu Kriegsdiensten zwischen neun Monaten und drei Jahren, von denen etwa ein Fünftel im Gefecht oder im Lazarett starben und viele Weitere verletzt oder verstümmelt heimkehrten.
Noch weniger berührten Erster Weltkrieg, Weltwirtschaftskrise, New Deal und der Zweite Weltkrieg die Geschicke der Bürger Benningtons. Von einzelnen, zum Teil dramatischen Schicksalen abgesehen handelte Bennington mit den umgebenden Gemeinden und Bundesstaaten und erreiche dadurch eine große Beständigkeit in seiner Entwicklung, was auch an den Bevölkerungszahlen deutlich abzulesen ist. Auch die Wirtschaftsdaten der Volkszählungen weisen eine kontinuierliche, ruhige Wirtschaftsentwicklung nach. Die Stilllegung der Bahnstrecke nach Chatham für den Personenverkehr im Jahr 1953, zeitweilig auch für den inzwischen wieder aufgenommenen Güterverkehr, wurden durch die Verbesserung der Straßenanbindung ausgeglichen.

### Religionen
Die ersten Siedler in Bennington waren Kongregationalisten, und schon kurz nach Beginn der Besiedlung, am 2. Dezember 1762, wurde die erste entsprechende Kirchengemeinde ins Leben gerufen. Allerdings nannten sich die Gemeindemitglieder für einige Zeit „Separatisten“, weil sie nicht alle Teile des Glaubensbekenntnisses voll übernahmen. Im Herbst 1763 wurde ein erster Reverend in der Gemeinde beschäftigt; er war aufgrund einer Anfrage der Gläubigen aus Westfield, Mass. hierher gesandt worden. Ein erstes Meetinghouse der Town wurde bereits um 1764 errichtet, 1804 entstand ein weiteres, das für mehr als 30 Jahre allen Konfessionen offenstand.
In Bennington entstand bei Gründung eine nahezu ausschließliche Ansiedlung von Kongregationalisten, weil es Tradition war, dass potentielle Neusiedler zunächst bei Samuel Robinson, dem Leiter der Gemeinde, eingeladen und über ihre religiösen Ansichten befragt wurden. Stimmten sie nicht mit seinen Vorstellungen überein, überzeugte er sie davon, in der Nachbarstadt Shaftsbury zu siedeln, in der er, wie in Bennington, zu den großen Landeignern gehörte.
Heute sind in Bennington dagegen eine Vielzahl von religiösen Bekenntnissen ansässig: zwei römisch-katholische Kirchen, zwei Gemeinden der United Church of Christ, sowie Niederlassungen der Assemblies of God, der Baptisten, der Anglikaner, der Episkopalen, der Unitarier und der Methodisten. Auch eine mosaische Gemeinde hat sich angesiedelt. Eine kongregationale Gemeinde ist dagegen nicht mehr verzeichnet.

### Einwohnerentwicklung
| Volkszählungsergebnisse – Town of Bennington, Vermont | Volkszählungsergebnisse – Town of Bennington, Vermont | Volkszählungsergebnisse – Town of Bennington, Vermont | Volkszählungsergebnisse – Town of Bennington, Vermont | Volkszählungsergebnisse – Town of Bennington, Vermont | Volkszählungsergebnisse – Town of Bennington, Vermont | Volkszählungsergebnisse – Town of Bennington, Vermont | Volkszählungsergebnisse – Town of Bennington, Vermont | Volkszählungsergebnisse – Town of Bennington, Vermont | Volkszählungsergebnisse – Town of Bennington, Vermont | Volkszählungsergebnisse – Town of Bennington, Vermont |
| Jahr                                                  | 1700                                                  | 1710                                                  | 1720                                                  | 1730                                                  | 1740                                                  | 1750                                                  | 1760                                                  | 1770                                                  | 1780                                                  | 1790                                                  |
| ----------------------------------------------------- | ----------------------------------------------------- | ----------------------------------------------------- | ----------------------------------------------------- | ----------------------------------------------------- | ----------------------------------------------------- | ----------------------------------------------------- | ----------------------------------------------------- | ----------------------------------------------------- | ----------------------------------------------------- | ----------------------------------------------------- |
| Einwohner                                             |                                                       |                                                       |                                                       |                                                       |                                                       |                                                       |                                                       |                                                       |                                                       | 2.377                                                 |
| Jahr                                                  | 1800                                                  | 1810                                                  | 1820                                                  | 1830                                                  | 1840                                                  | 1850                                                  | 1860                                                  | 1870                                                  | 1880                                                  | 1890                                                  |
| Einwohner                                             | 2.243                                                 | 2.524                                                 | 2.485                                                 | 3.419                                                 | 3.429                                                 | 3.932                                                 | 4.389                                                 | 5.760                                                 | 6.333                                                 | 6.391                                                 |
| Jahr                                                  | 1900                                                  | 1910                                                  | 1920                                                  | 1930                                                  | 1940                                                  | 1950                                                  | 1960                                                  | 1970                                                  | 1980                                                  | 1990                                                  |
| Einwohner                                             | 8.033                                                 | 8.698                                                 | 9.982                                                 | 10.628                                                | 11.257                                                | 12.411                                                | 13.002                                                | 14.586                                                | 15.815                                                | 16.451                                                |
| Jahr                                                  | 2000                                                  | 2010                                                  | 2020                                                  | 2030                                                  | 2040                                                  | 2050                                                  | 2060                                                  | 2070                                                  | 2080                                                  | 2090                                                  |
| Einwohner                                             | 15.737                                                | 15.764                                                | 15.333                                                |                                                       |                                                       |                                                       |                                                       |                                                       |                                                       |                                                       |

## Kultur und Sehenswürdigkeiten

### Museen
Das 1852 gegründete Bennington Museum sammelt nicht nur Relikte aus der Kolonialzeit und der Schlacht von Bennington, sondern bietet auch eine große Kunstsammlung der Vermonter bildenden Künstler an.

### Bauwerke
Auf einem Hügel im Ort steht das „Bennington Battle Monument“, ein 103 Meter hoher Obelisk, in dessen Erdgeschoss auch eine kleine Ausstellung über die historischen Hintergründe der Schlacht besichtigt werden kann. Mit einem Fahrstuhl gelangen Besucher auf eine Aussichtsplattform im Obelisken, von der aus man in die benachbarten Bundesstaaten New York und Massachusetts blicken kann.

### Regelmäßige Veranstaltungen
In Bennington werden eine große Zahl regelmäßiger Veranstaltungen durchgeführt, von denen die meisten dem allgemeinen Stadtmarketing und der Touristenwerbung zuzuordnen sind. Traditionelle Veranstaltungen sind vor allem drei Paraden: die St. Patrick’s Day Parade im März, die Memorial Day Parade im Mai und die Bennington Battle Day Parade im August. Zu den in Vermont weit verbreiteten bäuerlichen Feiern gehört das Garlic and Herb Festival (Knoblauch-und-Kräuter-Festival). Das Winter-Festival am Lake Paran in North Bennington unterstützt mit seinen Einnahmen Olympioniken aus Vermont.

## Wirtschaft und Infrastruktur

### Verkehr
Bennington ist durch die Kreuzung von U.S. Highway 7 (in Nord-Süd-Richtung) und Vermont State Route 9 (in Ost-West-Richtung) im Hauptort Bennington an das amerikanische System von Schnellstraßen angebunden. Zusätzlich liegt ein in lokaler Flughafen, der William H. Morse-State-Airport, in wenigen Kilometern Abstand westlich auf New Yorker Gebiet.
Personenzüge halten seit 1953 nicht mehr in Bennington; Güterverkehr ist ab der Station North Bennington möglich. Die Stadtdurchfahrt durch Bennington in Richtung Süden ist aber seit 2000 nicht mehr passierbar.

### Medien
In Bennington erscheint eine Tageszeitung mit einer Auflage von 7800 Exemplaren, der Bennington Banner. Es sind keine Fernsehsender ortsansässig, aber mehrere lokale Rundfunkstationen. Eine zusätzliche Rundfunkstation sendet aus dem nahen Manchester.

### Öffentliche Einrichtungen
Das Hospital für Bennington und die Nachbargemeinden, das Southwestern Medical Center, mit 99 Betten ist im Hauptort North Bennington angesiedelt. Es umfasst neben den üblichen Einrichtungen ein Rehabilitationszentrum für Herzerkrankungen mit 150 Betten und das regionale Krebszentrum. Es stellt das medizinische Zentrum für 55.000 Menschen dar.

### Bildung
Bennington gehört mit North Bennington, Pownal, Shaftsbury und Woodford zur Southwest Vermont Supervisory Union.
In Bennington sind vier Grundschulen angesiedelt, die von einer Middle- und Highschool ergänzt werden. Das Angebot wird durch zwei Berufsschulen erweitert. Das Bennington College in North Bennington bietet eine weiterführende Ausbildung in vielerlei künstlerischen Berufen und wird von z. T. berühmten Künstlern aus Literatur, Bildhauerei und Malerei gelehrt. Im Southern Vermont College nahe dem Southwestern Medical Center wird dagegen die Ausbildung von Personal von medizinischen Berufen betrieben.

## Persönlichkeiten

### Söhne und Töchter der Stadt
- Hiland Hall (1795–1885), Politiker und Vertreter Vermonts im US-Repräsentantenhaus
- David S. Walbridge (1802–1868), Politiker und Vertreter des Bundesstaates Michigan im US-Repräsentantenhaus
- John S. Robinson (1804–1860), Politiker und Gouverneur Vermonts
- Henry Squires (1825–1907), Sänger
- James Fisk (1834–1872), Unternehmer und Spekulant
- Herbert William Heinrich (1886–1962), Pionier industrieller Arbeitssicherheit
- Howard E. Armstrong (1903–1983), Anwalt und Politiker, der Vermont Secretary of State war
- Carleton Carpenter (1926–2022), Schauspieler, Sänger, Songschreiber und Autor
- Stephen Rallis (1942–2012), Mathematiker
- Cynthia Gibb (* 1963), Schauspielerin
- Ross Powers (* 1979), Snowboarder und Olympiasieger
- Andrew Newell (* 1983), Skilangläufer

### Persönlichkeiten, die vor Ort gewirkt haben
- Ethan Allen (1737/1738–1789), Politiker und Heerführer im Unabhängigkeitskrieg
- Moses Robinson (1741–1813), Politiker, Gouverneur der Vermont Republic und Vertreter des Bundesstaates Vermont im US-Senat
- Joseph Fay (1753–1803), Politiker, Colonel der Miliz und Geschäftsmann, der Vermont Secretary of State war
- Isaac Tichenor (1754–1838), Politiker, Vertreter der Vermont Republic im Kontinentalkongress und Gouverneur der Vermont Republic
- Jonathan Robinson (1756–1819), Politiker und Vertreter Vermonts im US-Senat

Für eine Liste bekannter Lehrkräfte und Absolventen des Bennington College siehe dort.